# 대우자동차
대우자동차 주식회사(영어: Daewoo Motor Company)는 대한민국의 자동차 제조 회사이다.

## 역사

### 신진자동차공업
한국 전쟁 당시 미군의 망가진 차량을 수리하던 신진공업사가 1955년에 부산시 부산진구 전포동에 설립되었는데 이것이 한국GM의 시초이다.(공장 면적은 약 33,000m²)
신진공업사는 김창원, 김제원 형제가 설립하였으며 이갑부, 이거부, 최혜성, 최순성, 최무성, 하동환처럼 자동차 기술에 재능이 있었다. 
1957년 사명을 신진공업으로 변경하였다.
신진공업은 1965년 부실기업인 새나라자동차의 부평공장을 인수하였다.
신진공업 은 '신진자동차공업' 으로 회사 명칭을 바꾸어 종합 자동차 회사가 되었다.
일본 토요타와 합작하여 버스, 트럭은 물론 퍼블리카, 코로나, 크라운 등의 승용차를 생산, 판매해 국내 자동차 전문 메이커로 성장하였다.
1971년에 토요타가 저우언라이 4원칙에 따라 철수하면서 미국 GM을 새로운 파트너로 삼아 50 대 50 비율로 지분을 출자한 GM 코리아(GM KOREA, GMK)를 설립하였다.
그러나 1973년에 오일쇼크로 인한 판매 부진으로 인한 부채가 누적되어 GM 코리아의 신진자동차 보유 지분을 산업은행이 인수하게 되면서 1976년 11월 회사 명칭이 새한자동차로 바뀌게 된다.

### 대우자동차
이후 1978년에 대우에서 한국산업은행 보유 지분을 인수함으로써 경영에 참여하게 되었고, 1983년 1월에는 GM으로부터 경영권을 인도받아 회사 명칭을 대우자동차주식회사로 변경하게 된다.
1992년에 GM이 보유한 대우자동차의 지분을 전부 대우에 매각함으로써 독자 경영을 추진하게 된다.
1993년에는 "세계경영" 선언 이후 베트남, 우즈베키스탄, 폴란드, 루마니아 등 개발도상국가에 현지법인, 공장의 설립과 인수합병을 통하여 생산시설을 확보함으로써 신흥시장을 선점하고 영국과 독일에는 기술연구소를 설립하는 등 공격경영을 추진하였다.
국내에서는 전라북도 군산시에 새로운 공장을 증설하고 1997년에는 조르제토 주지아로가 디자인한 독자 고유 모델 라노스, 누비라, 레간자를 잇달아 출시하여 국내 자동차 시장에 새로운 돌풍을 일으키기도 하였으며, 1998년 1월 쌍용자동차 인수, 1999년 대우중공업 국민차, 트럭, 버스사업부문 양수로 승용차는 물론 버스, 트럭, 스포츠유틸리티카(SUV), 미니밴(RV), 고급세단까지 아우르는 풀 라인업 체제를 완성하였다. 
이와 같은 확장경영을 통하여 대우자동차는 2000년 세계 10대 글로벌 종합 자동차업체의 목표를 실현하는듯 하였으나, 급격한 사세 확장에 따른 경영 악화가 그룹 해체, 워크아웃, 법정관리를 겪으며 독자생존을 모색하게 된다.
대우자동차(주)의 워크아웃이 진행되는 동안 미국 최대의 자동차 업체인 포드, GM과 현대자동차 등이 인수 의향서를 제출하였지만, 누적된 부채, 노동자들의 연이은 파업, 해외 매각 지연으로 경영 정상화에 실패하여 2000년 11월 3일에 최종 부도를 맞았다.
이듬해인 2001년 2월 초, 경영난 악화로 인한 대규모 인력 감축의 일환으로, 해외 매각 등 납품비 인하와 인건비 절감 차원에서, 김대중 정부 출범 이후 근로기준법상 정리해고 조항이 도입된 역대 최대 규모인 생산직 근로자 1,700여명에 대한 정리해고를 단행한 이후에, 비로소 미국 굴지의 자동차 업체이자 과거 사업 파트너였던 GM으로부터 해외 매각이 최종 결정되었다.
그러나 GM은 대우자동차(주)의 승용차사업 부문만 인수하여 2002년 10월 지엠대우오토앤테크놀로지(주)를 출범시켰다. 
버스 사업 부문은 대우버스(주)로 이관하였고, 트럭 사업 부문은 타타대우상용차(주)로, 부평공장은 대우인천자동차(주)로, 기존 대우자동차(주)는 해체 절차를 위한 잔존 법인으로 제각기 분리되었다.

### 연혁
- 1937년: 이스즈 자동차가 국산자동차라는 상호로 현 한국GM 인천공장 자리에 설립함.
- 1954년: 국산자동차공업주식회사 해체.
- 1962년: 부평공장 위치에 새나라자동차 설립.
- 1963년: 새나라자동차 해체.
- 1965년: 신진공업주식회사가 부실화된 새나라자동차의 부평공장을 인수함에 따라 신진자동차공업(주)로 사명변경, 종합 자동차 회사가 됨.
- 1972년: 신진자동차공업(주), 제너럴모터스(GM)출자 GM 코리아 설립.
- 1976년 11월: 새한자동차주식회사로 변경 산업은행과 합작 계약.
- 1977년: 제미니 생산
- 1978년 8월: 대우, 새한자동차(주)의 지분 인수 (경영 참여)
- 1980년: 로얄살롱 생산
- 1983년 1월: (주)대우에서 경영권 인수, 대우자동차(주)로 사명변경.
- 1983년: 맵시 1500, 1300 생산. 대우자동차 기술연구소 설립. 로얄프린스 출시, 맵시나 생산
- 1986년: 르망공장 준공, 르망 생산.
- 1990년: 에스페로 생산
- 1991년: 국민차 티코 생산, 국내 최초 저공해 CNG자동차 개발
- 1991년 11월: 국민차 다마스, 라보 생산
- 1992년 3월: 서울지역 24시간 긴급출동서비스제 개시
- 1992년: 제너럴 모터스와 합작관계청산 홀로서기
- 1993년 1월: 판매부문 대우자동차판매(주)로 분리
- 1993년 4월: 군산 자동차 공장 기공
- 1993년 11월: 승용차 전차종 ISO 9001 인증, 아시아 자동차 업계 최초로 획득
- 1994년 1월: 영국 기술연구소 설립(WTC)
- 1994년 2월: 최고급 승용차 아카디아 시판
- 1994년 5월: 영국 IAD를 인수하여 워딩 기술센터 설립, 씨에로 생산
- 1994년: 대우자동차판매(주)에서 우리자동차판매(주)로 상호 변경
- 1994년 7월: 대우NGV II 개발
- 1994년 9월: 생산기술연구소 설립
- 1994년 11월: 루마니아 자동차합작공장 대우로대 설립
- 1994년 11월: 천연가스자동차 "대우NGV-II" 개발
- 1994년 12월: 버스제조영업부문 대우중공업(주)에 양도
- 1995년 3월: 독일 뮌헨연구소(G.T.C.) 설립
- 1995년 3월: 체코 최대규모 국영 트럭회사인 아비아(AVIA) 인수, 해치백 넥시아 시판
- 1995년 4월: 씨에로,케냐랠리에서 국내최초우승
- 1995년 7월: 인도네시아 공장(PTSD) 생산개시, 인도에서 씨에로 생산
- 1995년 9월: 고객만족 경영대상 수상
- 1995년 10월: 국내 최초대형트럭 전모델 독자 기술로 개발
- 1995년 11월: 폴란드 자동차 업체 FSO 인수, 폴란드 "대우-FSO" 설립
- 1995년 12월: 세계품질 고객평가단 발대식
- 1996년 1월: 뉴 프린스, 뉴 브로엄 생산
- 1996년 3월: 대우 루마니아 로대(RODAE) 공장 생산 개시, 우리자동차판매(주)와 (주)한독 합병으로 주식 상장, 폴란드 대우FSO 설립 기념식 개최
- 1996년 4월: 전기자동차 실용화 성공(DEV-4), 신차 개발 전문 연구동 준공, 독일 지멘스 그룹과 종합자동차 부품 합작사 설립 계약
- 1996년 6월: 우즈베키스탄 자동차 공장 준공 (UZ-DAEWOO, 연간 20만대 생산능력 확보)
- 1996년 7월: 베트남 하노이 시 비담코(VIDAMCO) 공장 자동차 생산 개시
- 1996년 10월: 군산종합자동차공장 생산개시
- 1996년 11월: 소형차 라노스 출시
- 1997년 2월: 준중형차 누비라 출시, 우리자동차판매(주)에서 (주)대우자판으로 변경
- 1997년 3월: 군산 자동차 수출 전용부두 준공
- 1997년 4월: 레간자 출시
- 1997년 5월: 라노스 해치백 로미오 줄리엣 출시, 1998년형 뉴 프린스 택시 시판, 프랑스 르노사와 중소형 엔진부문 기술제휴, 1998년형 뉴브로엄 시판
- 1997년 6월: 누비라 왜건 스패건 시판
- 1997년 9월: 우크라이나 합작공장 설립계약체결
- 1998년 1월: 쌍용자동차(주) 인수계약 체결
- 1998년 3월: 쌍용자동차(주) 인수
- 1998년 4월: 경차 마티즈 출시
- 1998년 5월: 대우자동차-쌍용자동차 판매망 통합, 라노스 1.3 시판, 체어맨 500 시리즈 시판
- 1998년 6월: 레간자 2.2 시판
- 1998년 7월: 뉴 무쏘 밴 시판
- 1998년 9월: 마티즈 디아트 시판
- 1998년 10월: 체어맨 CM400S 모델 시판, 이집트 공장 준공
- 1998년 10월: 1999년형 티코 출시
- 1998년 12월: 대우중공업(주) 상용차/국민차 등 그룹내 자동차사업부문 흡수 통합 발표
- 1999년 1월: (주)대우 자동차수출부문 통합
- 1999년 3월: 준중형차 누비라Ⅱ 시판, (주)대우자판에서 대우자동차판매(주)로 상호 변경
- 1999년 3월 31일: 대우중공업(주)의 군산 상용차공장, 창원 국민차공장, 부산 버스 생산시설 인수
- 1999년 6월: 라노스 스포츠 모델 출시
- 1999년 6월 30일: (주)대우제우스 흡수 합병 (대우제우스 프로농구단 인수)
- 1999년: "채권금융기관협의회에 의하여 워크아웃 대상기업으로 결정 (대우그룹 해체수순에 들어감)" (대우 계열 12개사에 대우자동차, 쌍용자동차, 대우자동차판매 포함)
- 1999년 9월 15일: 대우제우스 프로농구단, (주)신세기통신에 매각
- 1999년 10월: 중국 최대규모 자동차부품 합작공장 준공, 마티즈 생산·판매(수출 포함) 40만대 돌파
- 1999년 11월: 기업개선계획 확정, 2000년형 마티즈 및 마티즈CVT 출시
- 1999년 12월: 매그너스 개발 시판
- 2000년 1월: 미니밴 레조 시판, 레간자 블랙&화이트 시판
- 2000년 2월: 체어맨 CM400, CM500 모델 시판
- 2000년 4월 15일: 독점규제 및 공정거래에 관한 법률 의거, 대우 계열 공식적 해체
- 2000년 4월: 라노스Ⅱ 출시, 2000년형 코란도 시판, 쌍용자동차 주식회사와 분리
- 2000년 8월: 마티즈Ⅱ 출시, 누비라Ⅱ 2001년형 개발 시판
- 2000년 11월: 최종 부도, 회사정리절차(법정관리) 개시 결정.
- 2001년 9월 21일: GM과 채권단, 대우자동차 인수에 관한 양해각서(MOU) 체결.
- 2002년: 트럭부문은 대우상용차로 버스부문은 대우버스로 부평공장은 대우인천차로 분리 (구)대우자동차는 잔존법인으로 남게 됨.
- 2002년 10월 17일: "대우자동차(주)로부터 승용차사업부문 양도"
- 2007년 1월 3일: 등록법인 취소 신청서 기준으로 해체
- 2016년 3월 31일: 대우자동차 완전 해체

## 사진

### 대우자동차(1983~2002)

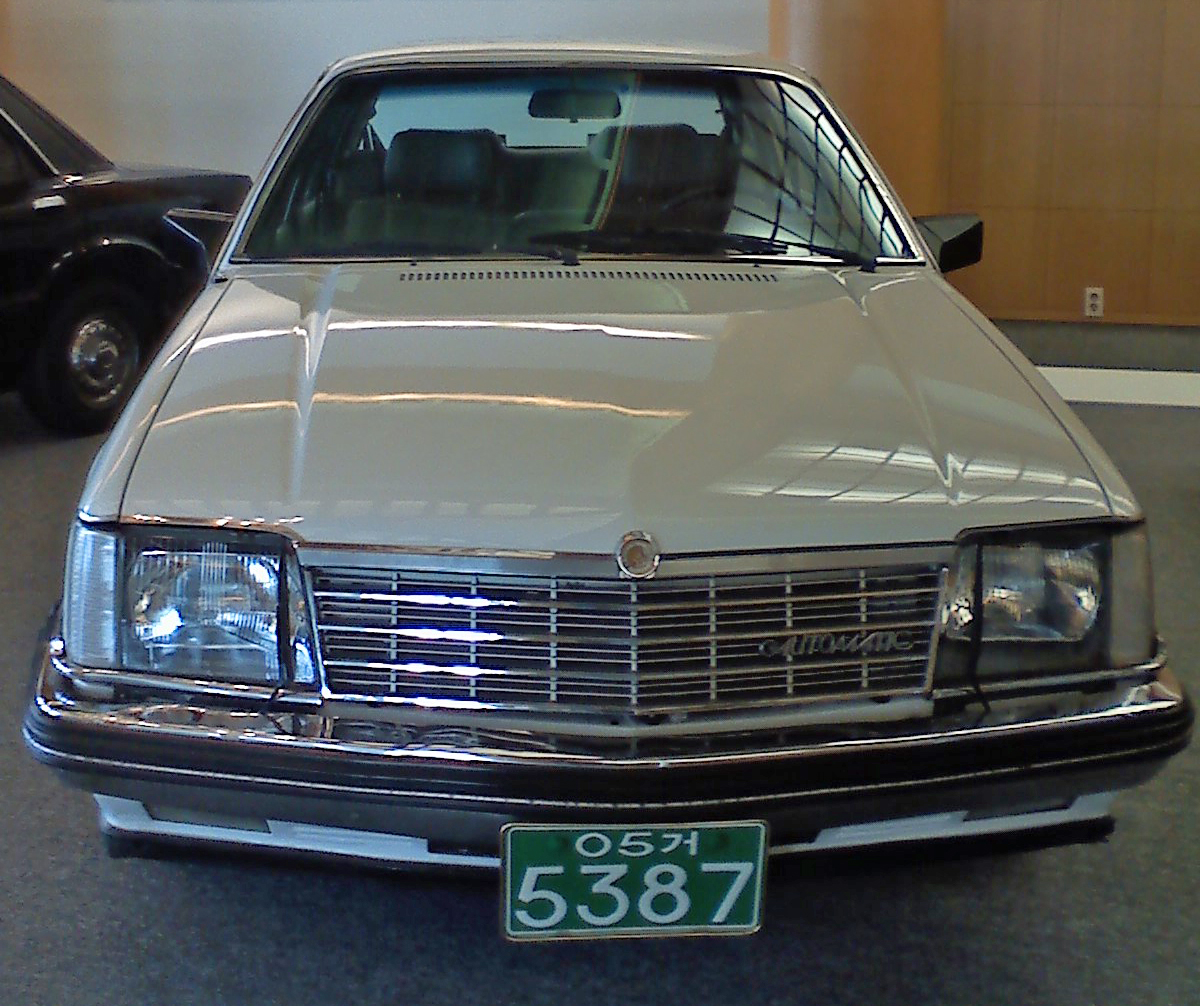
로얄 살롱
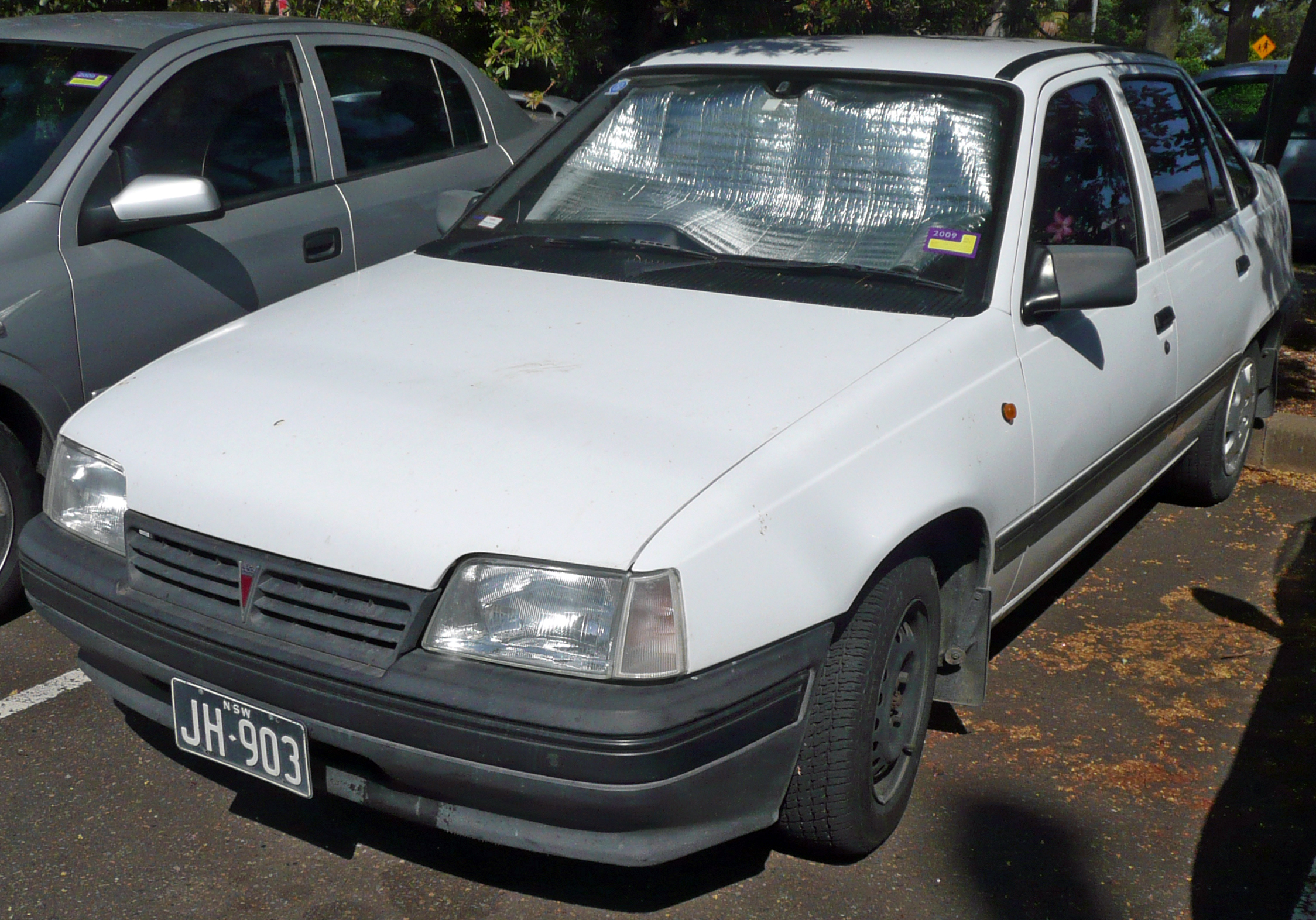
대우 르망
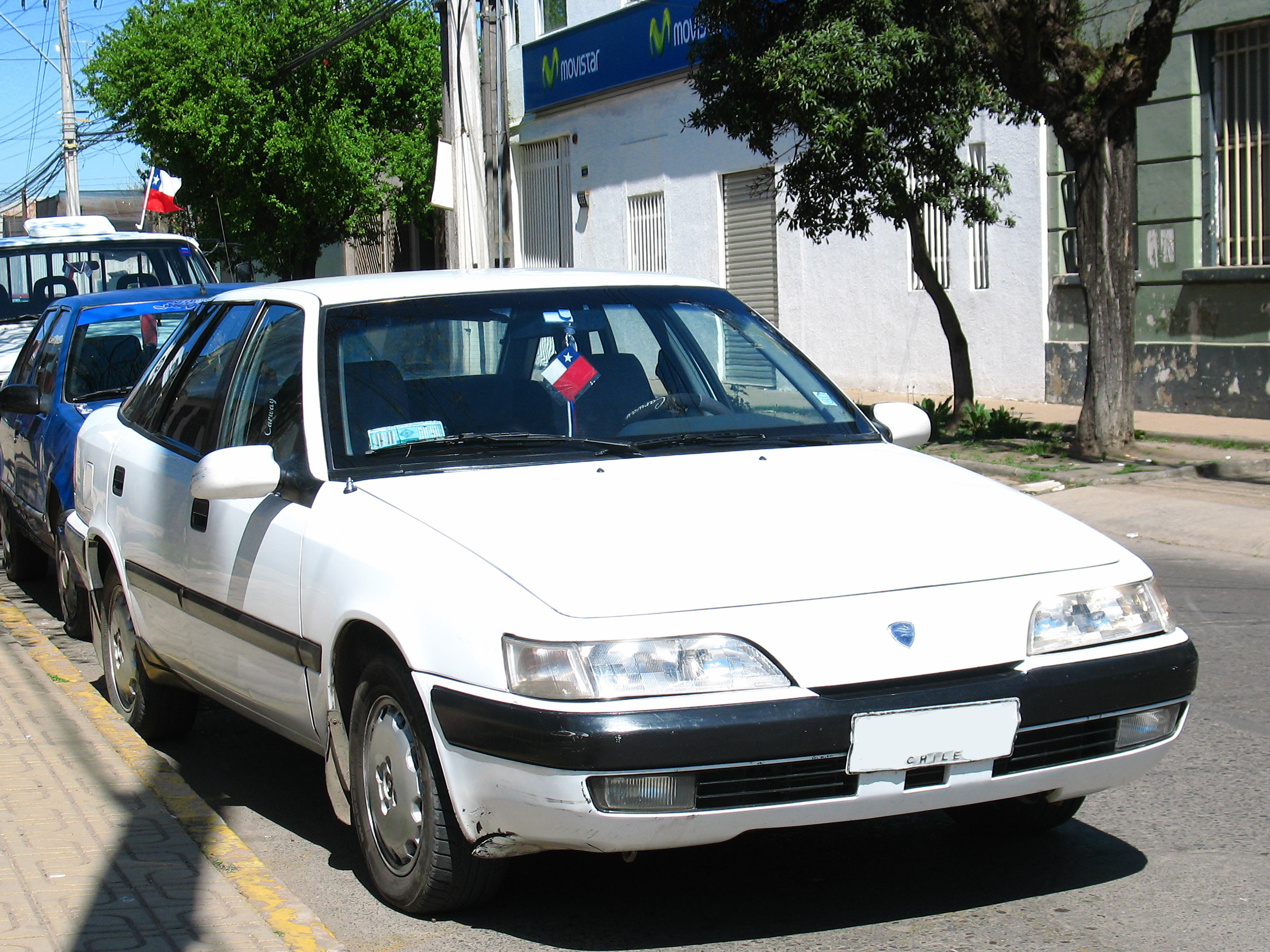
에스페로
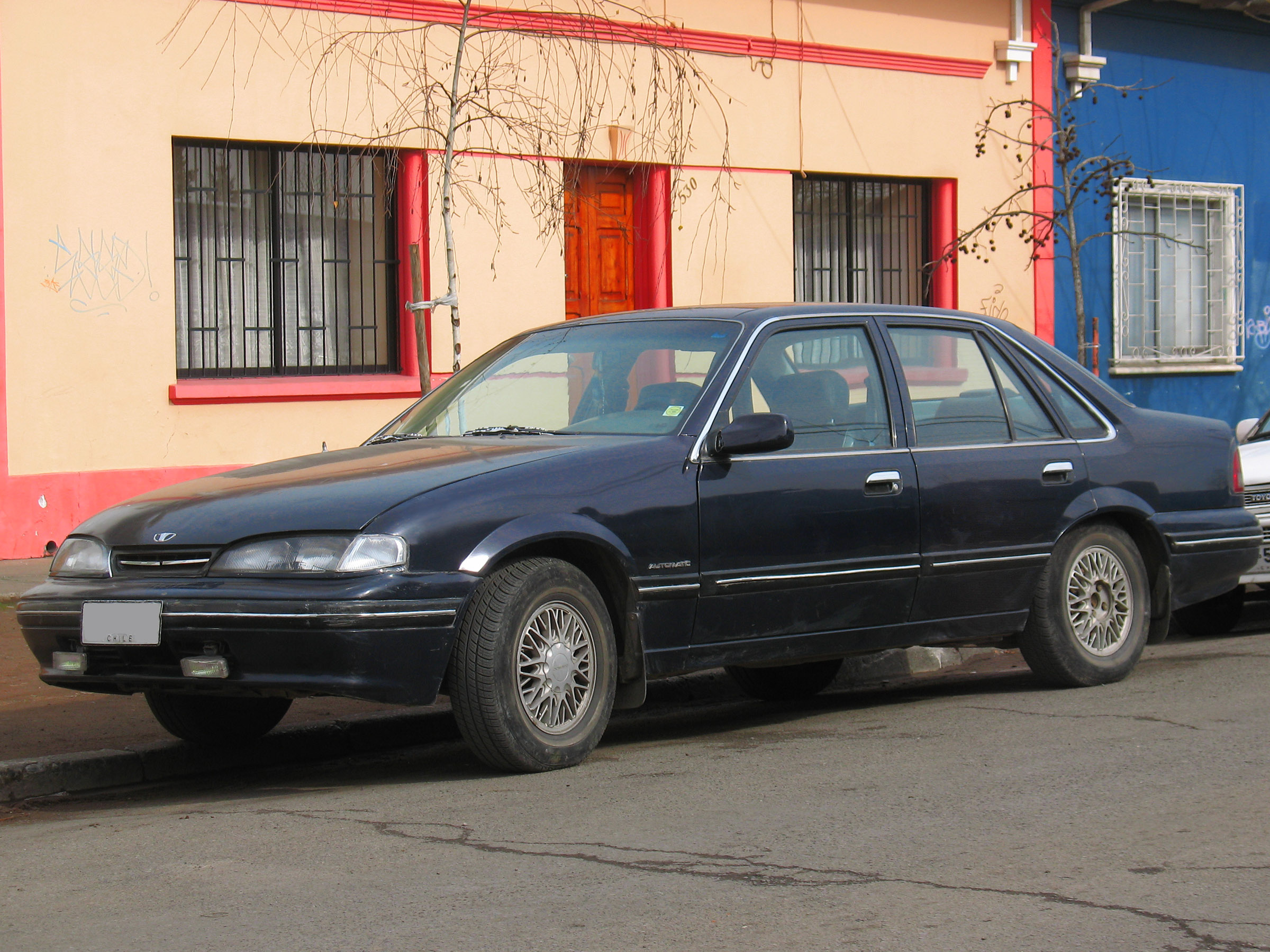
대우 프린스
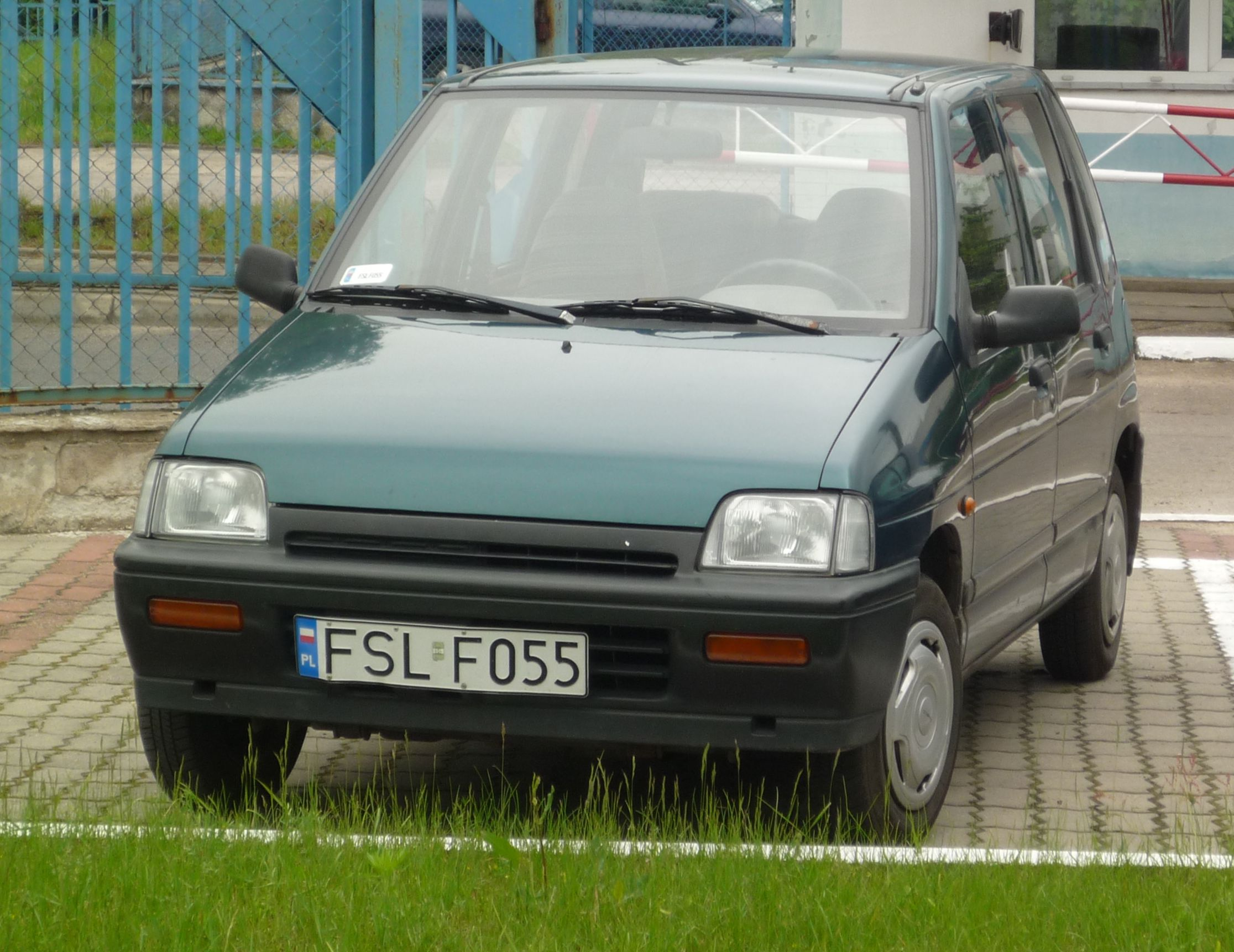
대우 티코
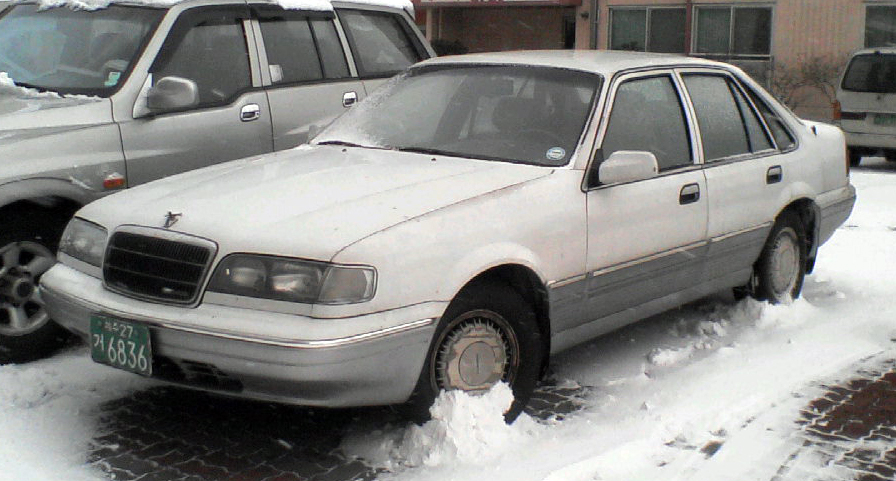
브로엄
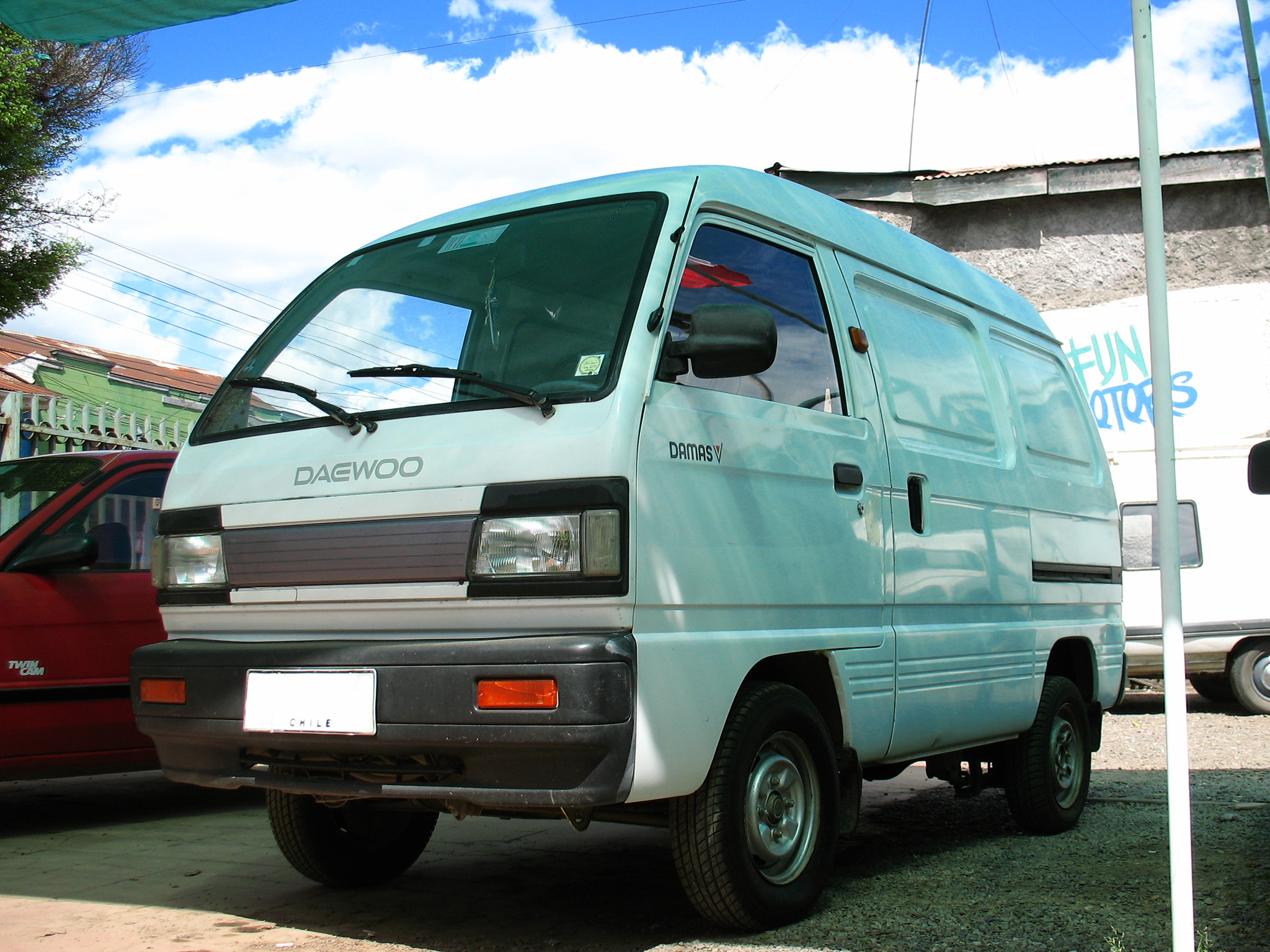
다마스
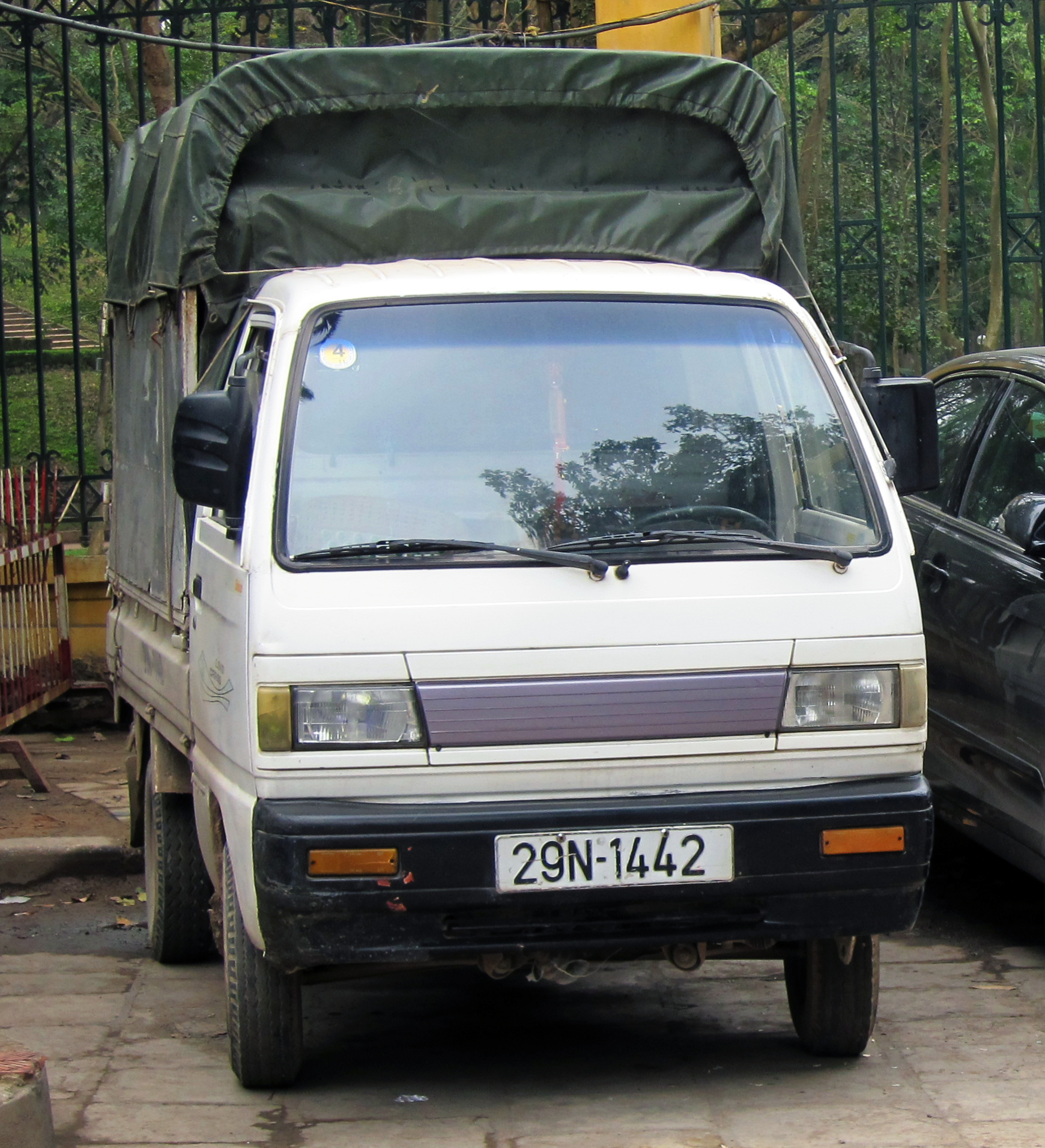
라보
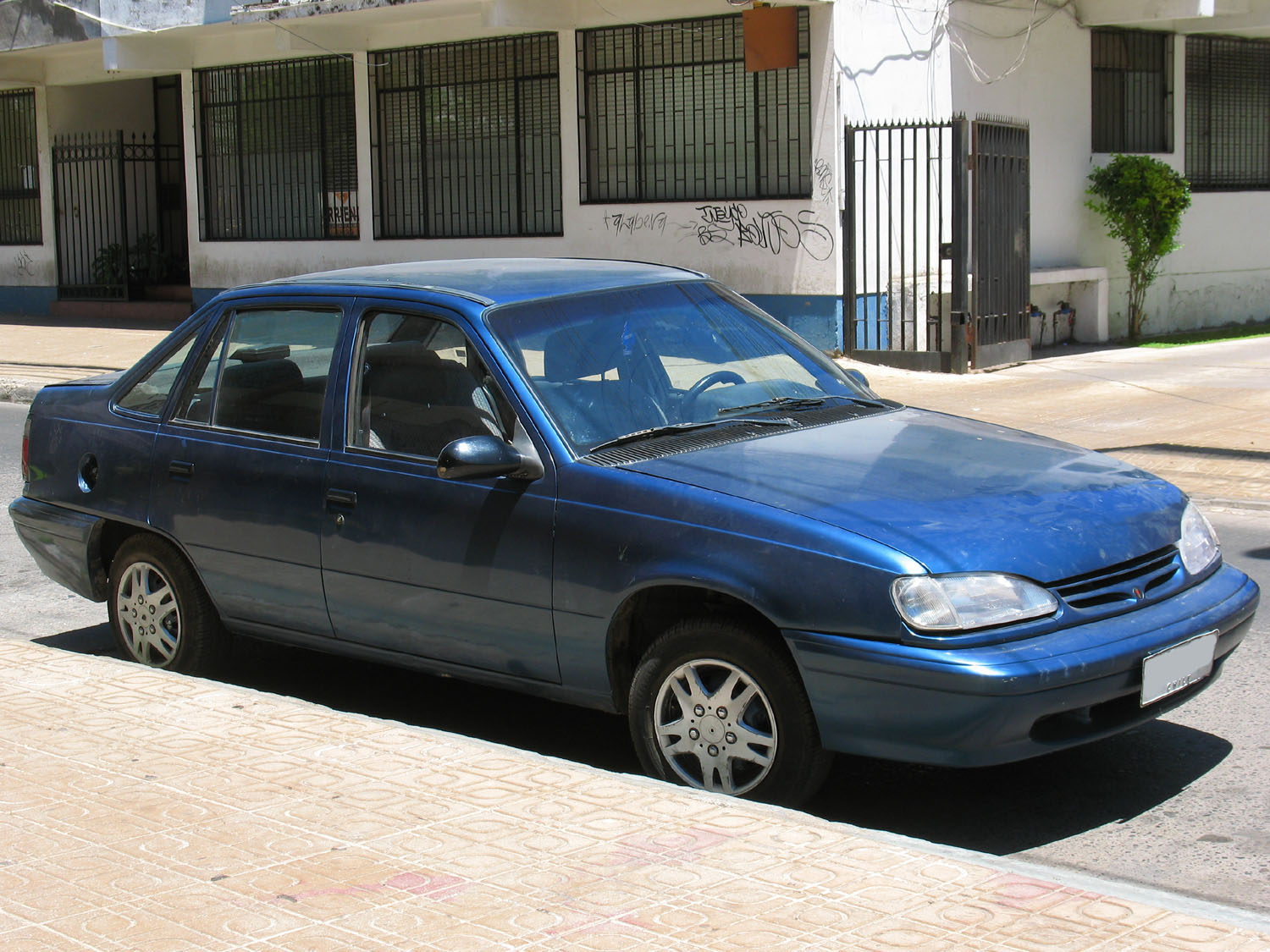
뉴 르망
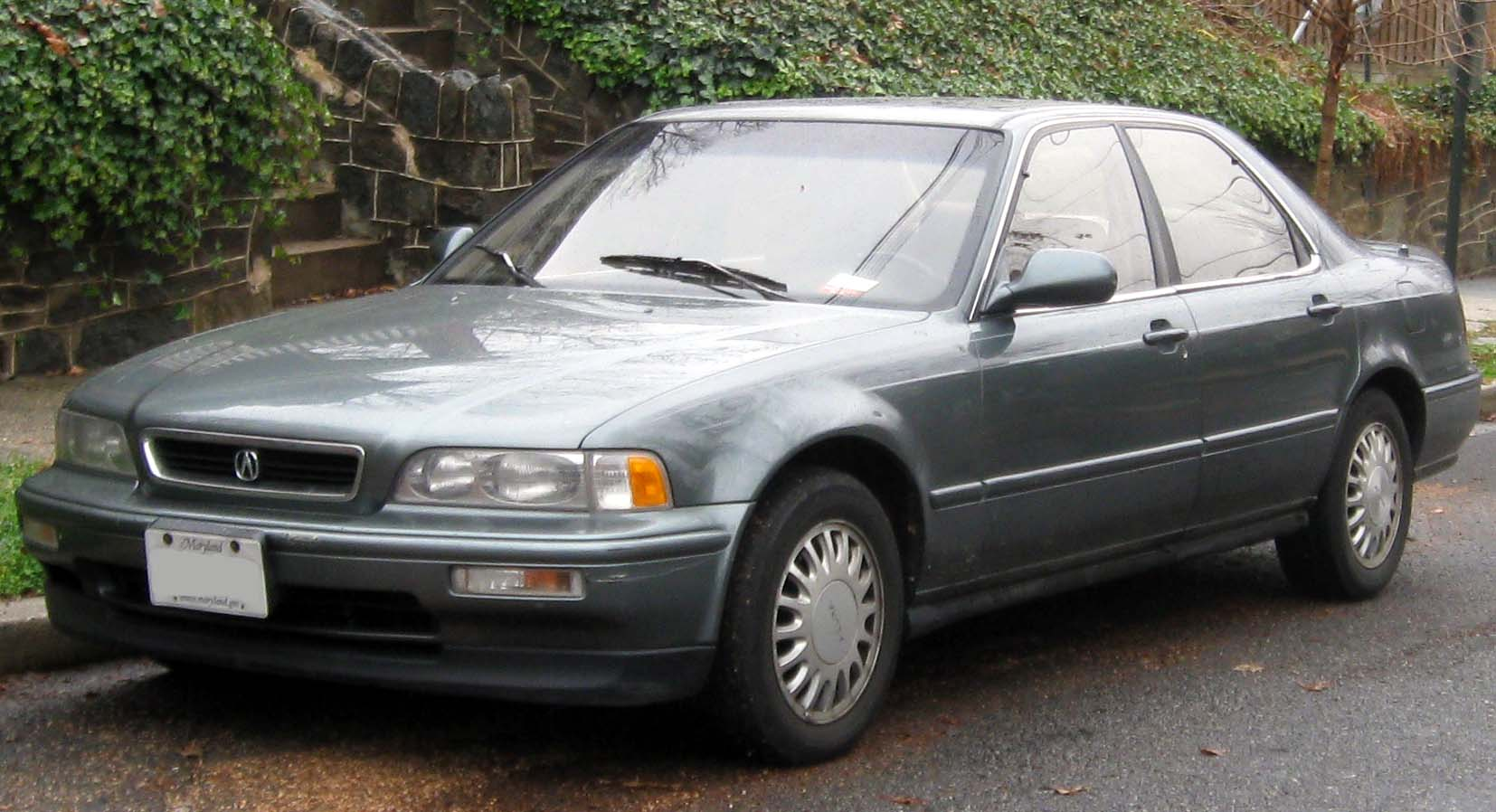
아카디아
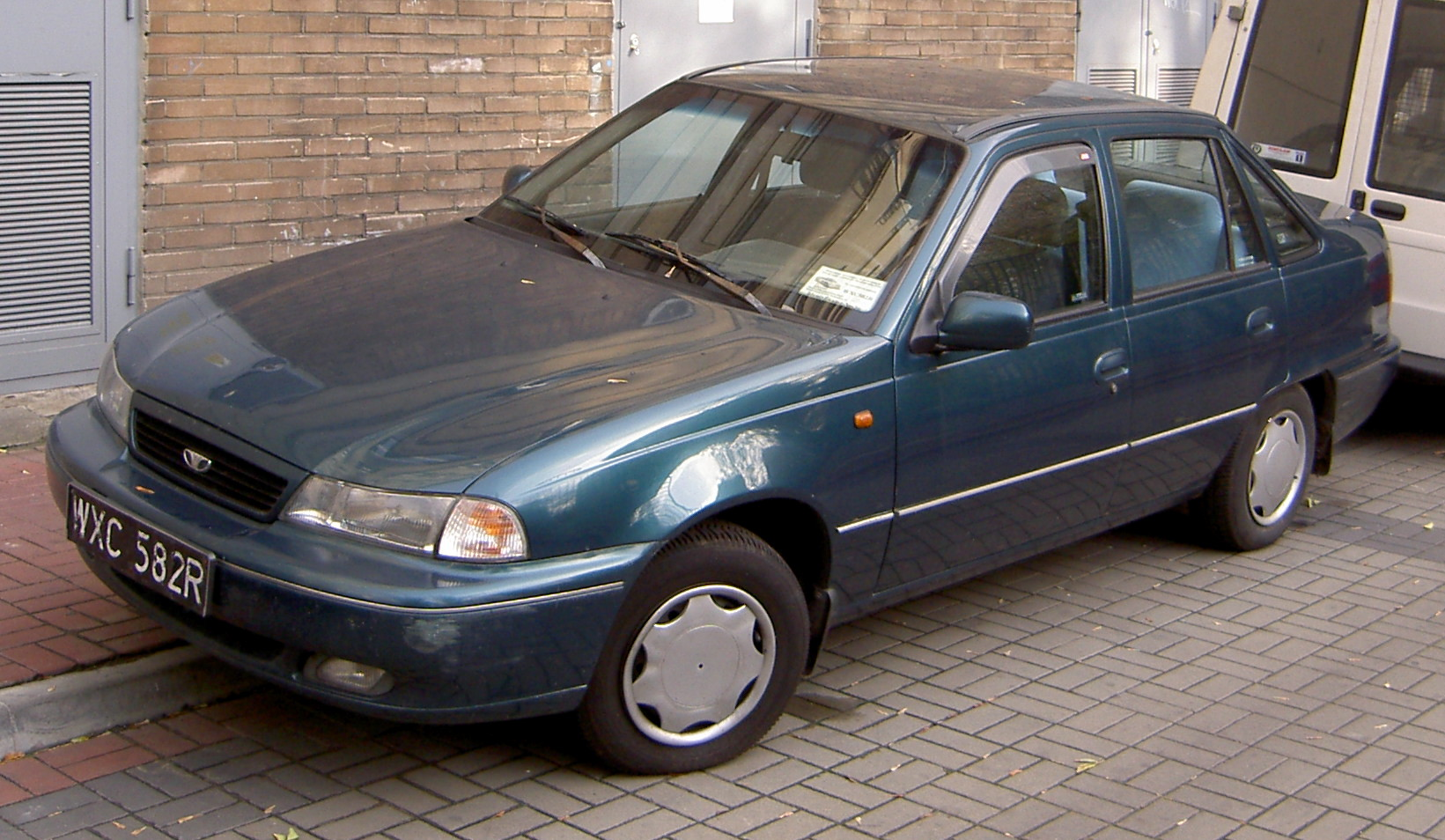
씨에로
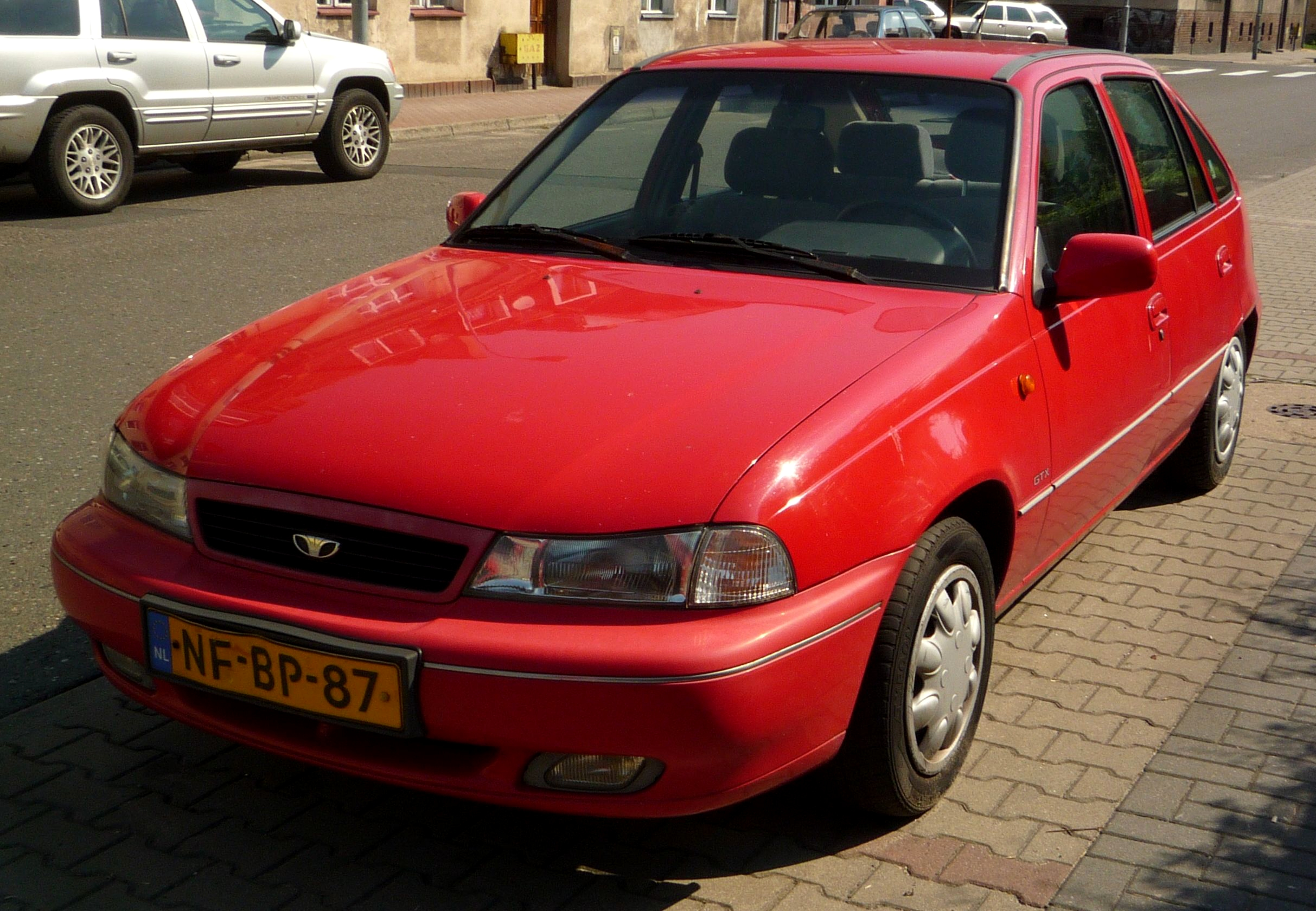
넥시아
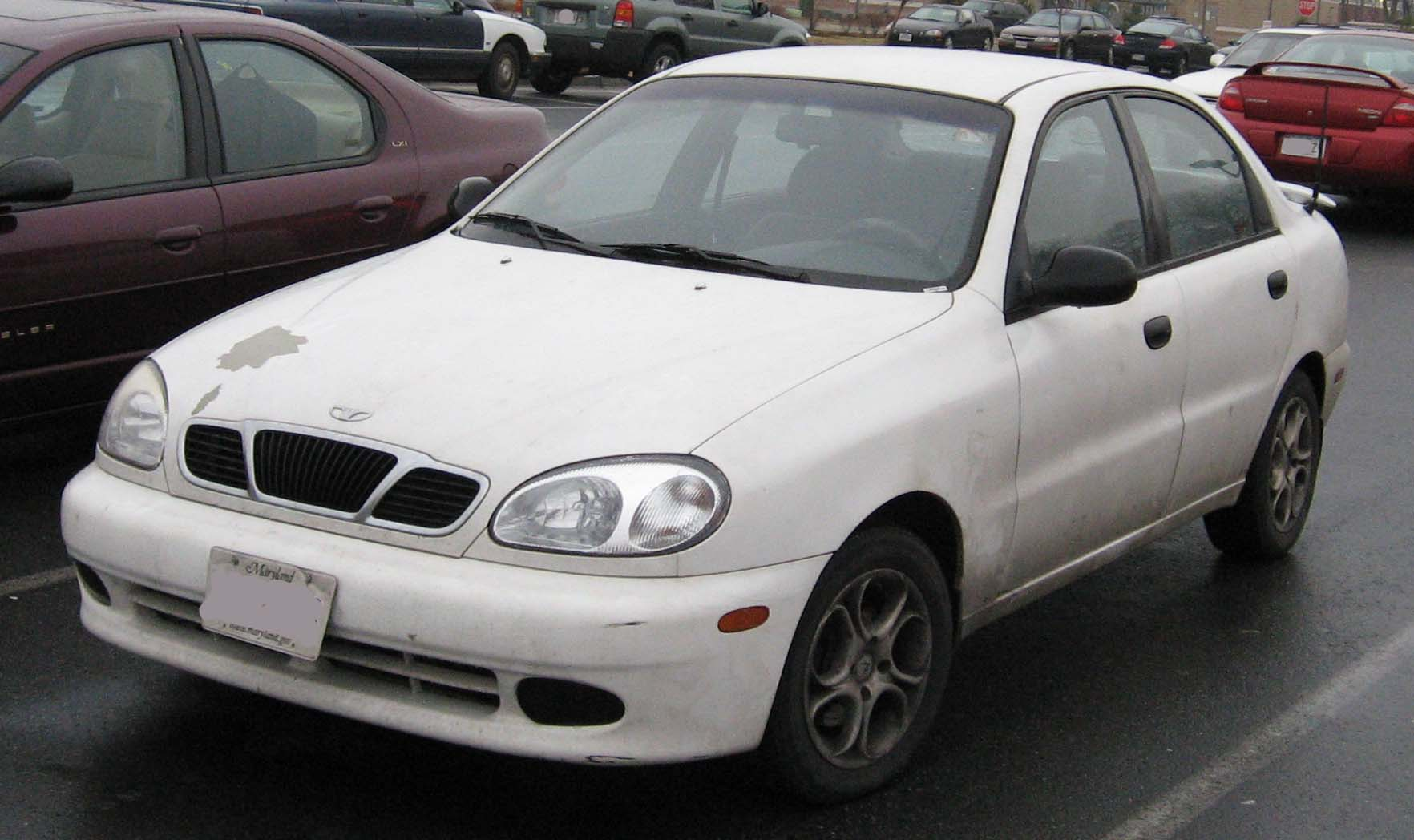
라노스
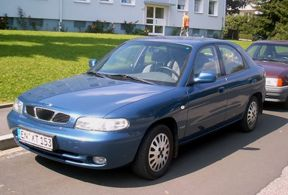
누비라
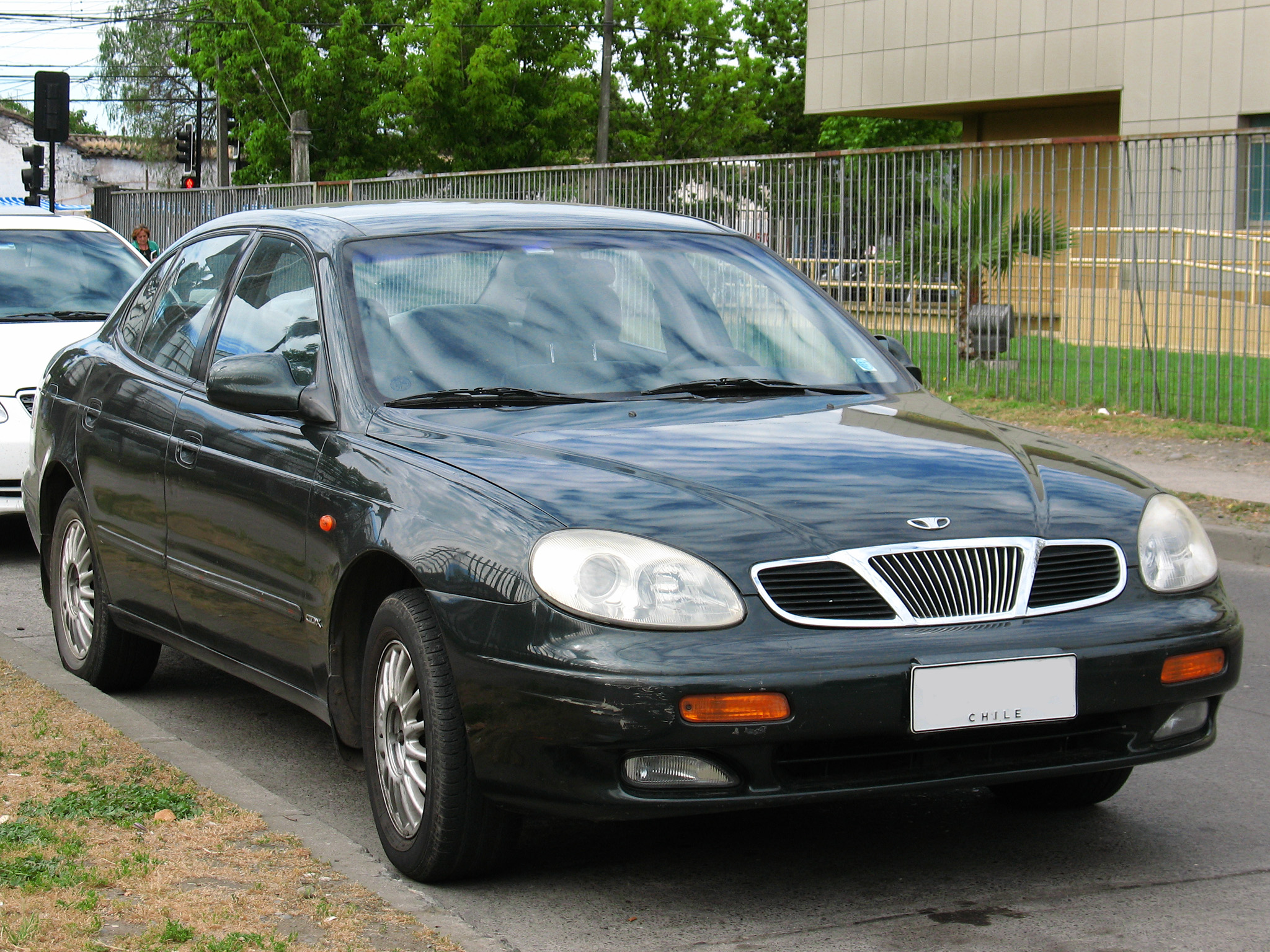
레간자
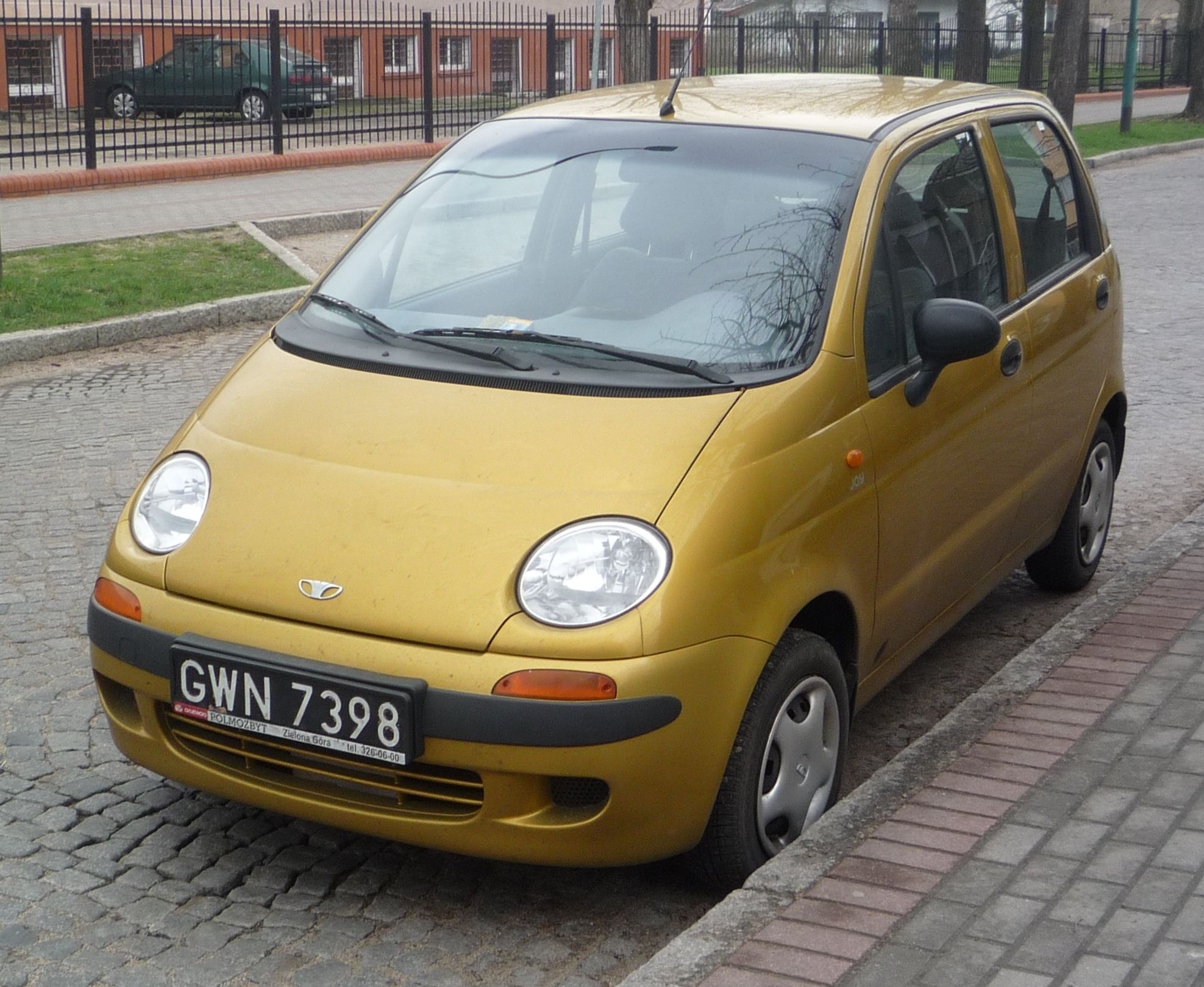
마티즈
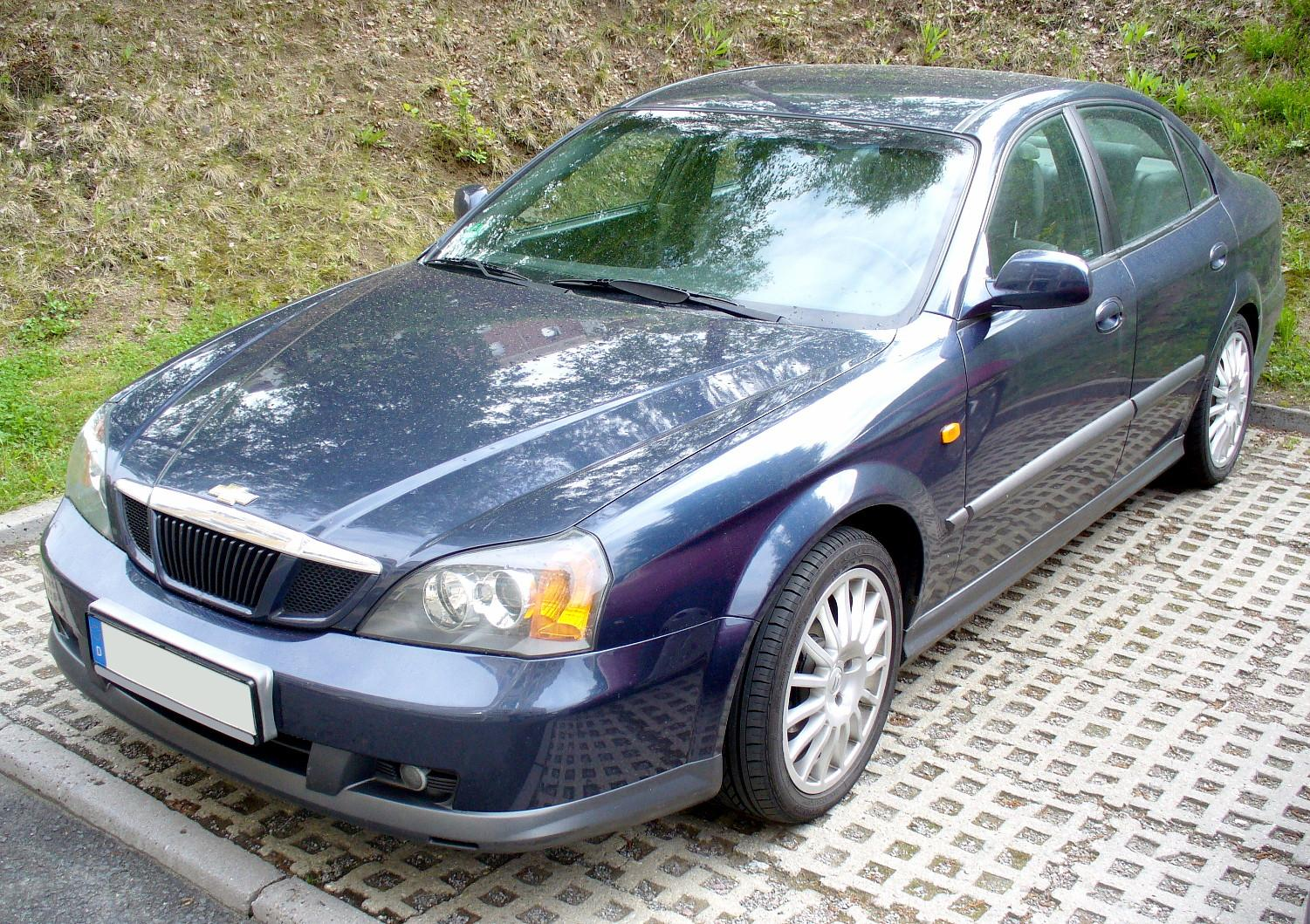
매그너스
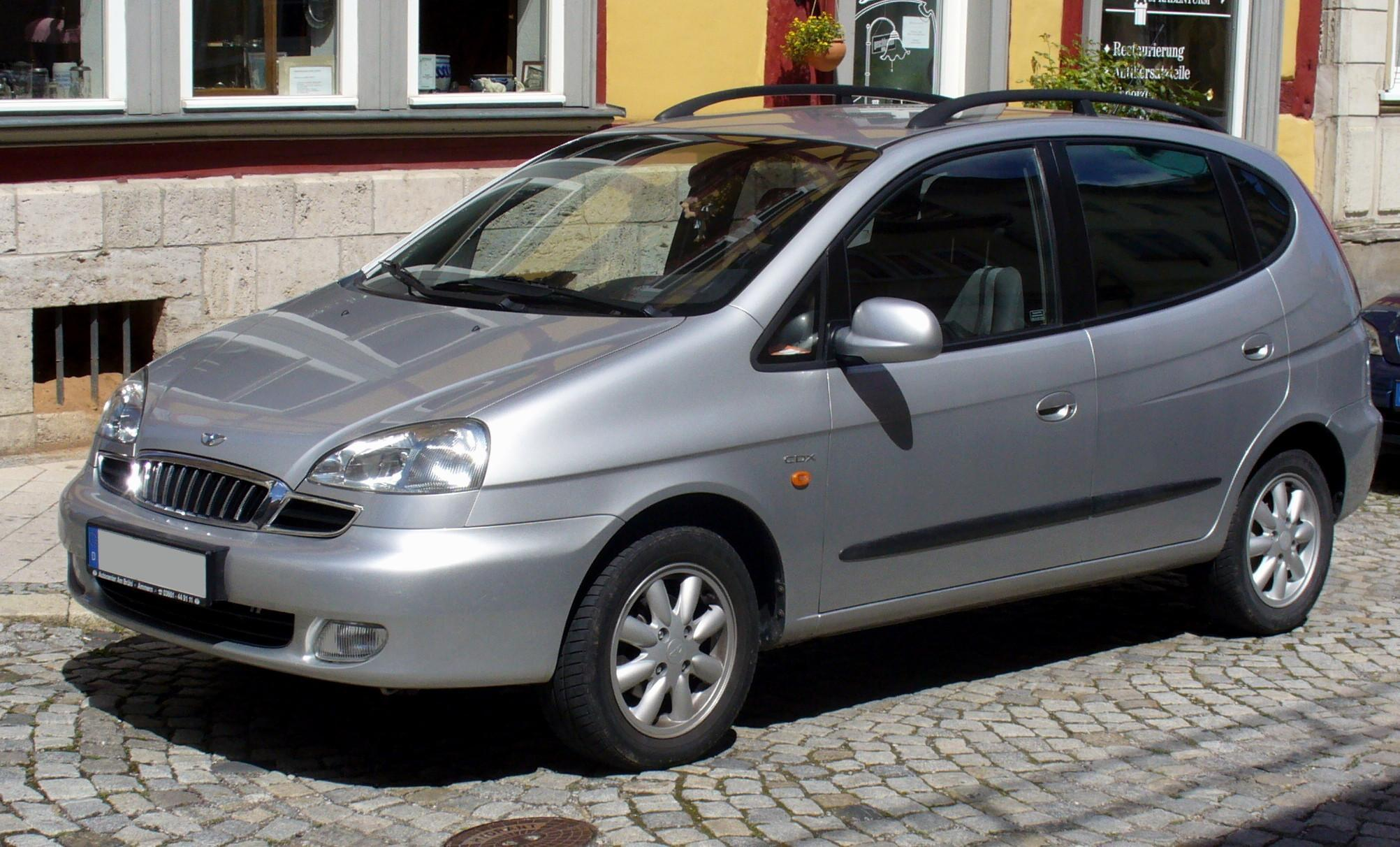
레조
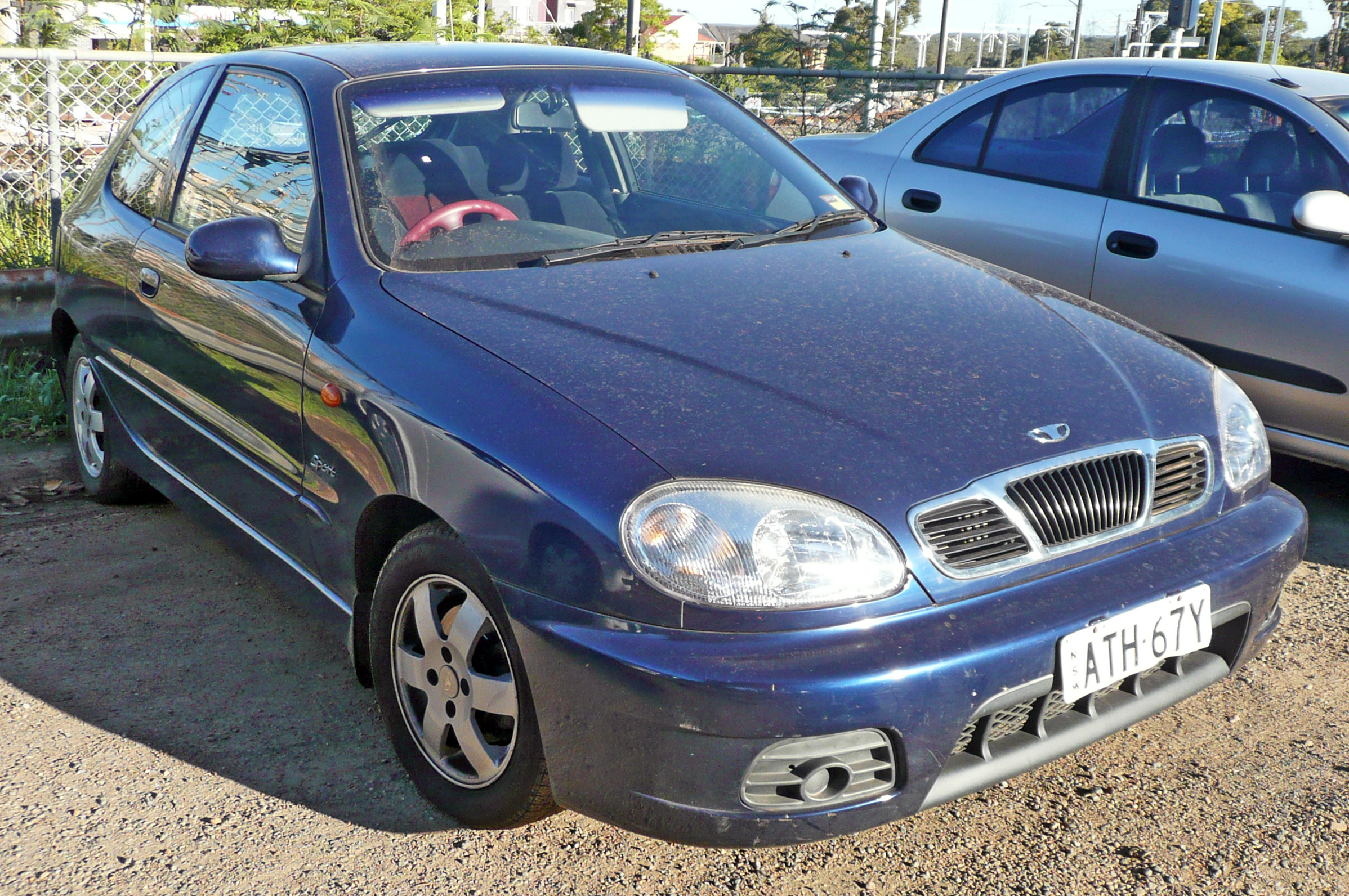
라노스 Ⅱ
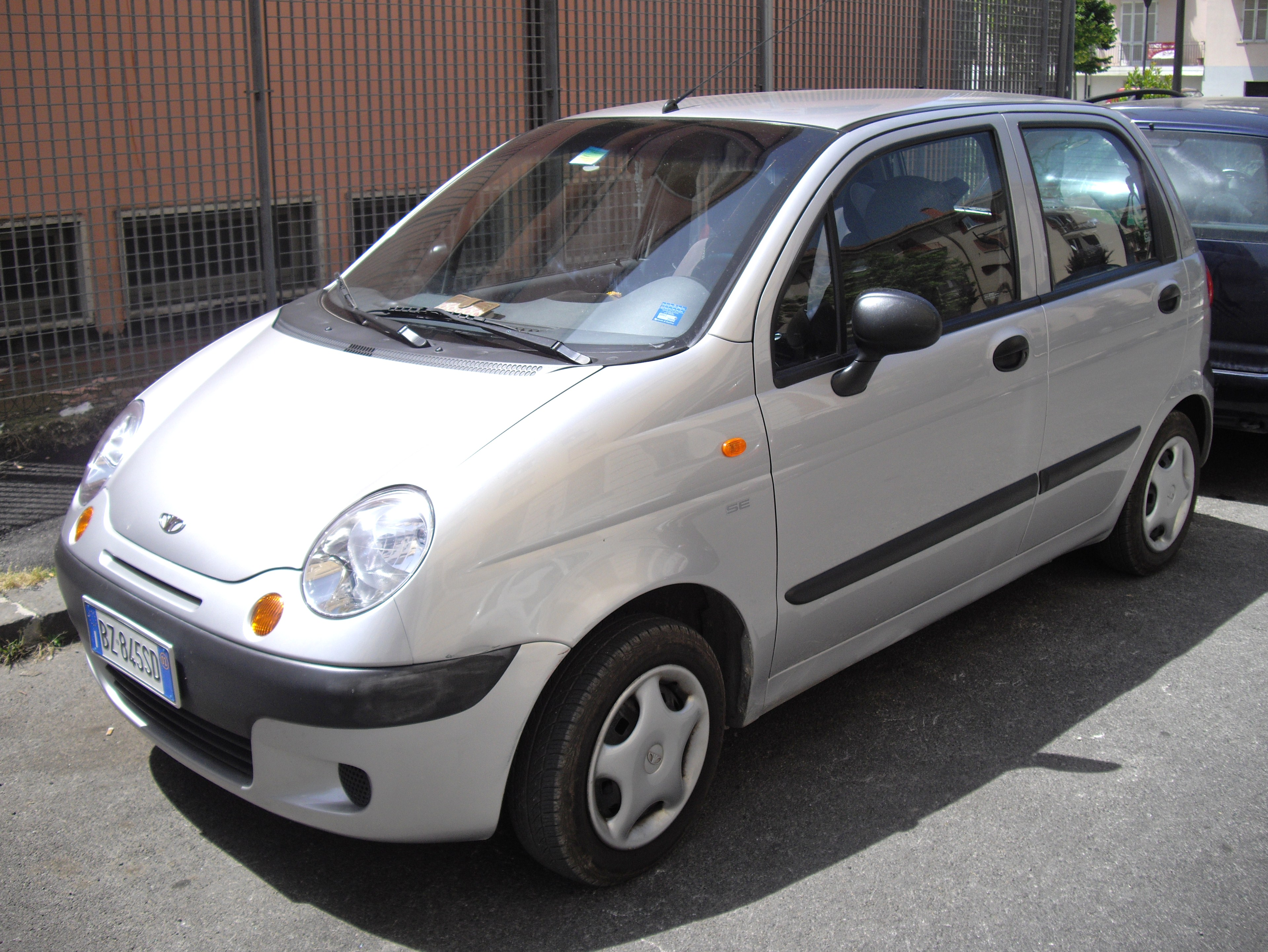
마티즈 Ⅱ
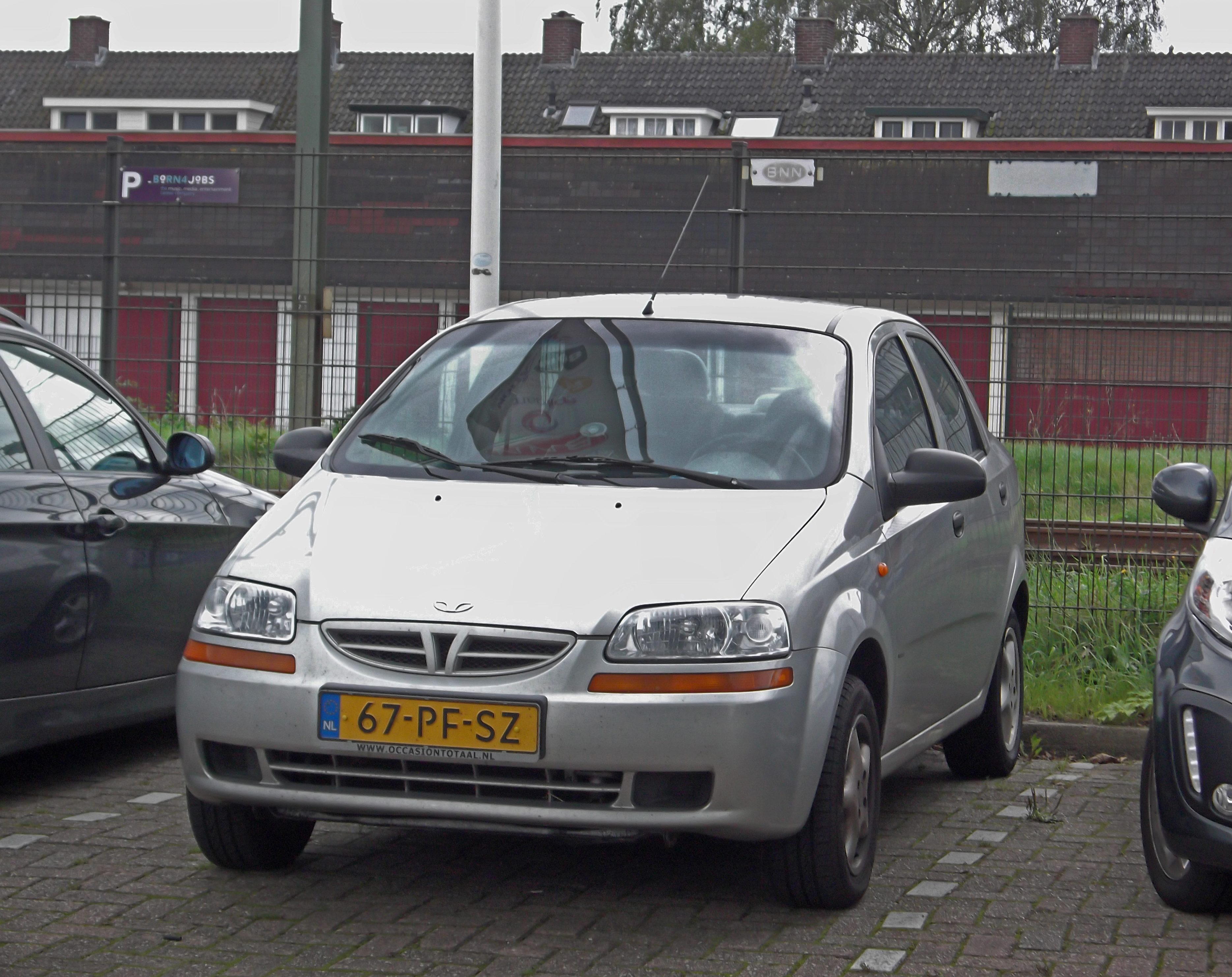
칼로스

### 컨셉트카

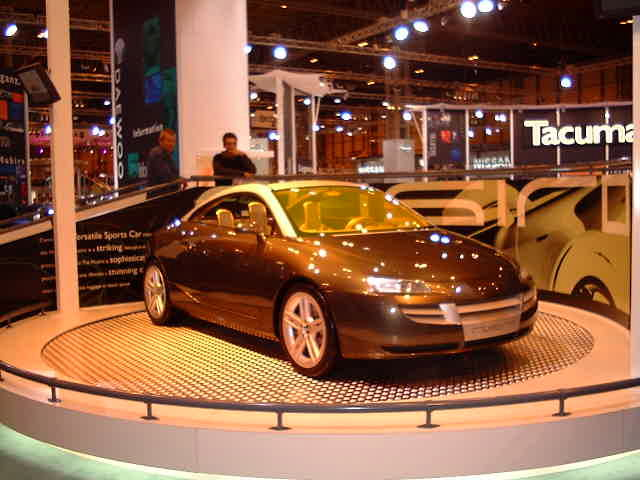
대우 무시로